# Abri du Poisson
Abri du Poisson (schuilplaats van de vis) is een abri of bewoonde ruimte onder een overhangende rots bij Les Eyzies de Tayac. Ze ligt langs de D47 in de Gorge d'enfer in de Dordogne in Frankrijk.
Bekendst is een 1,05 m grote afbeelding van een vis, waarschijnlijk een zalm, op het plafond. Hij dateert uit het Gravettien (circa 23.000 v.Chr.). Deze werd voor het eerst gerapporteerd in 1912 en de abri werd naar deze vis genoemd. Het Berlijns museum wilde de afbeelding kopen en uithakken. Dit kon door de lokale archeoloog Denis Peyrony worden verhinderd en de afbeelding bevindt zich nog ter plaatse. De vis was oorspronkelijk gekleurd met rode oker. Op het lijf van de vis is een strook uitgeschraapt, die mogelijk overeenstemt met de zijlijn van de vis, die meestal prominent werd afgebeeld in de prehistorie. Boven de vis is een rechthoek met zeven inkepingen aangebracht.
Uit het Gravettien is er ook nog een zwarte stencil van een hand in de abri. Verder zijn er verschillende oudere niet-identificeerbare inkervingen en schilderingen uit het Aurignacien.
De grot is onderdeel van de werelderfgoedinschrijving "Prehistorische locaties en beschilderde grotten in de Vézèrevallei".